# Aseksualitet
Aseksualitet (også betegnet som nonseksualitet) er manglen på interesse i og lyst til sex. Somme tider anses det for en mangel på seksuel orientering. Et ofte citeret studie konkluderede, at 1 % af befolkningen er aseksuel.
Aseksualitet er forskellig fra seksuel afholdenhed (askese) og cølibat, som er bevidste valg (det sidstnævnte skyldes oftest religiøse overbevisninger). En seksuel orientering er i modsætning til en valgt levemåde vedvarende. Nogle aseksuelle har sex på trods af manglende lyst til det.

## Udbredelse
I midten af det tyvende århundrede inddelte Alfred Kinsey mennesker på en skala fra 0 til 6 ifølge deres seksuelle orientering mellem heteroseksuel og homoseksuel. Han opfandt også en kategori han kaldte for "X" for mennesker "uden seksuelle kontakter eller reaktioner". Kinsey placerede 1,5% af voksne mænd i kategorien X. I sin anden bog, Sexual Behavior in the Human Female (Seksuel adfærd i kvinder) specificerede han andelen af mennesker i kategorien X yderligere: ugifte kvinder = 14-19%, gifte kvinder = 1-3%, tidligere gifte kvinder = 5-8%, ugifte mænd = 3-4%, gifte mænd = 0% og tidligere gifte mænd = 1-2%.
Flere data om en aseksuel befolkningsgruppe kom frem i lyset i 1994, da en forskergruppe i Storbritannien foretog en omfattende undersøgelse af 18.876 britiske indbyggere, inspireret af behovet for seksuel oplysning i kølvandet på aids-epidemien. Undersøgelsen indeholdt et spørgsmål om seksuel tiltrækning, til hvilket 1,05% af de adspurgte svarede, at de "aldrig havde følt sig seksuelt tiltrukket af nogen som helst". Forskningen i dette fænomen blev videreført af den canadiske seksualitetsforsker Dr. Anthony Bogaert i 2004, som udforskede den aseksuelle gruppe i en række undersøgelser. Bogaert mente, at 1%-værdien ikke kunne være en præcis afspejling af den sandsynligvis meget højere befolkningsandel, som kunne betegnes som aseksuel, fordi 30% af de kontaktede havde fravalgt at deltage i den oprindelige undersøgelse. Da mindre seksuelt erfarne mennesker er mere tilbøjelige til at nægte deltagelsen i undersøgelser om seksualitet, og aseksuelle tenderer til at have mindre seksuel erfaring end seksuelle, er det sandsynligt, at aseksuelle var overrepræsenteret i de 30%, som ikke deltog i undersøgelsen, i forhold til de 70%, som gjorde. Den samme undersøgelse anslog antallet af homo- og biseksuelle kombineret til 1,1% af befolkningen, en værdi som er meget mindre end mange andre undersøgelser viser.
I et amerikansk studie fra 1994, som ikke tog hensyn til aseksualitet som en seksuel orientering, rapporterede et antal deltagere ikke at have haft sex eller partnere i et år: 11,9% af voksne, 9,8% af mændene og 13,6% af kvinderne. Set over 5 år var antallet af partnere nul for 8% af de voksne deltagere: 7,1% af mændene og 8,7% af kvinderne. Igennem hele voksenlivet indtil tidspunktet for undersøgelsen var antallet af partnere nul for 2,9% af deltagerne: 3,4% af mændene og 2,5% af kvinderne.

## Romantiske relationer
Selvom de typisk mangler sexlyst for alle køn, kan aseksuelle trænge til og indgå i rent følelsesmæssige romantiske forhold. Ord som beskriver dette er:
- aromantisk: ingen romantisk tiltrækning af nogen som helst af noget køn
- biromantisk: romantisk tiltrækning af personer af begge køn
- heteroromantisk: romantisk tiltrækning af personer af det modsatte køn
- homoromantisk: romantisk tiltrækning af personer af det samme køn
- panromantisk: romantisk tiltrækning af personer af hvilket som helst eller uden køn
- transromantisk: romantisk tiltrækning af personer af skiftende eller tvetydig køn
- polyromantisk: romantisk tiltrækning af personer af forskellige køn, men uden at ville indikere at der kun findes to køn

## Forskning
Kinsey instituttet foretog en mindre undersøgelse omkring emnet i 2007, som fandt at selvudnævnte aseksuelle hævde "betydeligt mindre lyst til sex med en partner og blev sjældnere seksuelt opstemt men adskilte sig ikke fra ikke-aseksuelle i deres hæmninger eller ønsker om at onanere".
Et studie fra 1977 med titlen Asexual and Autoerotic Women: Two Invisible Groups (Aseksuelle og autoerotiske kvinder: to usynlige grupper) af Myra T. Johnson er måske det første værk helliget aseksualitet blandt mennesker. Johnson definerer aseksuelle som de mænd og kvinder "hvilke, uafhængigt af deres fysiske eller følelsesmæssige tilstand, seksuelle erfaringer, ægteskabelig status eller ideologiske orientering synes at foretrække ikke at deltage i seksuelle handlinger." Hun sammenligner autoerotiske kvinder med aseksuelle kvinder: "Den aseksuelle kvinde [...] har ingen seksuelle lyster overhovedet, [mens] den autoerotiske kvinde [...] har trangen men foretrækker at tilfredsstille den alene." Johnson's baggrundsmateriale er for det meste læserbreve til dameblade skrevet af aseksuelle/autoerotiske kvinder. Hun skildrer dem som usynlige, "undertrykt af en konsensus om, at de ikke eksisterer" og ladt i stikken af både den seksuelle revolution og den feministiske bevægelse. Samfundet ignorerer eller benægter deres eksistens eller fastholder, at de må være asketiske af religiøse årsager, neurotiske eller har fravalgt sex af politiske årsager.
I en undersøgelse offentliggjort 1979 i Advances in the Study of Affect (Fremskridt i forskningen om følelser), bind 5, og i en anden artikel baseret på de samme data publiceret i 1980 i Journal of Personality and Social Psychology (Tidsskrift for personlighed og socialpsykologi) skitserer Michael D. Storms fra Kansas' universitet sin egen fortolkning af Kinsey-skalaen. Hvor Kinsey målte en persons seksuelle orientering vha. faktisk seksuel adfærd samt erotiske fantasier, bruger Storms udelukkende erotiske fantasier. Storms anbragte imidlertid hetero-erotik og homo-erotik på to separate akser i stedet for to ender af en enkelt skala, hvilket gav mulighed for at adskille biseksualitet (med hetero- og homo-erotik i en grad som svarer til hhv. hetero- og homoseksuelle) og aseksualitet (med samme tiltrækning til det eget køn, som en heteroseksuel opviser og til det andet køn, som en homoseksuel opviser, dvs. meget lidt eller ingen). Storms formodede, at mange forskere efter Kinsey's model kunne komme til at fejlkategorisere aseksuelle som biseksuelle, simpelthen fordi begge kendetegnes ved en manglende præference for noget køn i seksuelle partnere.
Den første undersøgelse, der gav empiriske data om aseksuelle, blev offentliggjort i 1983 af Paula Nurius og drejede sig om forholdet mellem seksuel orientering og psykisk helbred. I modsætning til tidligere undersøgelser om emnet brugte hun den ovennævnte todimensionelle model for seksuel orientering. 689 personer – de fleste af dem psykologi- eller sociologi-studerende ved amerikanske universiteter – udfyldte en håndfuld spørgeskemaer, deraf fire til at afgøre deres helbredstilstand og en omkring, hvor ofte de foretog seksuelle handlinger, og hvor ofte de ønskede at gøre disse. På baggrund af disse resultater fik deltagerne en værdi mellem 0 og 100 for hetero-erotik og en lignende for homo-erotik. Deltagere, som fik en mindre værdi end 10 på begge skalaer, blev klassificeret som "aseksuel". 5% af mændene og 10% af kvinderne var i denne gruppe. Resultaterne viste, at aseksuelle var mere tilbøjelige til at have lavt selvværd og til at være deprimerede end medlemmer af andre seksuelle orienteringer; 25,9 % af de heteroseksuelle, 26,5 % af de biseksuelle, 29,9 % af de homoseksuelle og 33,6 % af de aseksuelle havde problemer med deres selvværd. En lignende trend gjaldt for forekomsten af depression. Nurius troede ikke, at der kunne drages endelige konklusioner af dette af forskellige årsager. De aseksuelle deltagere oplyste også meget sjældnere at deltage eller ønske at deltage i en række seksuelle aktiviteter, såsom sex med flere partnere, analsex, sex på forskellige steder og autoerotisk adfærd.
En anden undersøgelse med både kvantitative og kvalitative dele er blevet udført for nylig (?), men resultaterne er endnu ikke blevet offentliggjort, selv om nogle af dem kan ses online.
Det er problematisk at drage konklusioner fra sammenligninger med ikke-menneskelig seksualitet. Alligevel fandt en række studier af parringspræferencer blandt får foretaget i 2001, at omkring 2-3% af de undersøgte dyr ikke havde nogen interesse i at parre sig med noget køn; forskerne klassificerede disse dyr som aseksuelle men fandt i øvrigt ingen helbredsmæssige eller hormonelle forskelle.

## Fællesskab
Et fællesskab af aseksuelle opstod i begyndelsen af det 21. århundrede hjulpet af den stigende popularitet af webbaserede communities.
Dr. Elizabeth Abbot, forfatter af A History of Celibacy (Cølibatet igennem tiderne, ikke udgivet på dansk) erkender en forskel mellem aseksualitet og cølibatet og nævner, at der altid har været aseksuelle mennesker i befolkningen, men at de har holdt lav profil. Selvom ikke at indgå ægteskab blev betragtet som "en fornærmelse mod ægteskabets sakramente" i middelalderens Europa, har aseksualitet i modsætning til homoseksualitet aldrig været ulovlig, og aseksuelle har været i stand til at "flyve under radaren". Men i det 21. århundrede har anonymiteten af nettet og den generelle popularitæt af sociale netværk lettet dannelsen af et fællesskab bygget op omkring en fælles aseksuel identitet.
AVEN (en forkortelse for "Asexual Visibility and Education Network") blev grundlagt i 2001 af David Jay med to hovedformål: at skabe accept og diskussion af aseksualitet i den brede befolkning og at fremme væksten af et aseksuelt fællesskab. Siden er det vokset til at være verdens største aseksuelle online community, der tjener som ressource og mødested for mennesker, som er aseksuelle eller i tvivl samt deres venner og familier, forskere og pressen. AVEN har yderligere fællesskaber på 10 sprog. Medlemmer af AVEN har været involveret i mediedækningen af aseksualitet på tv, printmedier og radioen og har deltaget i foredrag, konferencer og Pride-foranstaltninger jorden rundt.
Som i alle voksende identifikationer med en bred definition eksisterer der en enorm variation blandt folk, der kalder sig for aseksuelle. Nogle aseksuelle onanerer, mens andre ikke føler behov for det. Behovet eller ønsket for onani omtales almindeligvis som "sexlyst" og adskilles fra seksuel tiltrækning; aseksuelle, som onanerer, anser det oftest for at være et normalt behov af den fysiske krop og ikke et tegn på en undertrykt seksualitet. Aseksuelle er også forskellige i deres syn på at foretage seksuelle handlinger: nogle er ligeglade og kan endda have sex til fordel for en partner, mens andre er frastødt af idéen.

## Religion
Forekomsten af aseksualitet i religiøse tekster kan fejlfortolkes som cølibat eller seksuel afholdenhed, men aseksualitet har været nævnt i nogle værker.
I kristne kredse kan aseksuelle blive anset for at være cølibatære. Paulus seksualitet citeres som et af de få eksempler på dette, men det er nærmest umuligt at afgøre, om han virkelig var aseksuel eller ej.
Satans bibel i satanismen er en af de få tekster, som omtaler aseksualitet ved dette navn. I bogen hævdes at "I mange tilfælde af seksuel sublimering (eller aseksualitet) vil ethvert forsøg på seksuel frigørelse være ødelæggende for den aseksuelle." Det hævdes også, at "aseksuelle er uden undtagelse seksuelt sublimeret af deres arbejde eller fritidsinteresser. Al den energi og trang, som normalt ville blive anvendt til seksuelle aktiviteter, bruges i stedet til andre aktiviteter eller deres arbejde. Hvis en person foretrækker andre interesser fremfor seksuelle handlinger, er det hans ret, og ingen bør fordømme ham for det."

## Aseksuelle symboler
Aseksuelle har ikke et entydigt symbol, der fx officielt er udkåret som fællesskabets primære symbol, men nogle er igennem årene blevet mere fremtrædende og kendt end andre.
Et af symbolerne oftest associeret med det aseksuelle samfund er den aseksuelle trekant, også kendt som AVEN trekant på grund af dens oprindelse på AVEN-forummet. Den blev skabt af David Jay, grundlæggeren af AVEN, i forbindelse med oprettelsen af forummet og inden AVEN, eller noget andet forum foruden AVEN, var blevet specielt kendt. Den øverste linje i trekanten repræsenterer Kinsey-skalaen, mens det nederste punkt repræsenterer den anden dimension af, hvor kraftigt man er seksuelt tiltrukket af andre mennesker og deraf opstod trekanten og farveforløbet, som afspejler spektret mellem det seksuelle og det aseksuelle. Det er siden blevet klart, at det kan være svært at placere de forskelligartede definitioner af "aseksuel" på et så simpelt diagram, hvorfor det nu bliver brugt mere som en metafor end en akkurat beskrivelse af den menneskelige seksualitet og det aseksuelle fællesskabets plads i det. Ikonet bliver til tider vist som et hjerte med trekantens farveforløb i bunden.
Andre ofte brugte symboler er spillekortene Spar-Es og Hjerter-Es. Det er et ordspil på kortenes engelske navne "Ace of Spades" og "Ace of Hearts", fordi 'Ace' lyder som en forkortelse af ordet "asexual". Det er blevet diskuteret, at Hjerter-Es bør bruges af de romantiske aseksuelle og Spar-Es af de aromantiske. Denne "regel" er dog på ingen måde accepteret af alle aseksuelle.
Et andet brugt symbol for aseksualitet er et stykke kage. Det kommer fra idéen om, at "kage er bedre end sex", og symbolet bruges ofte på AVEN forummet for at gratulere eller hilse nogen velkommen. Kage-symbolet, trekanten og Spar-Es blev anvendt på t-shirts, når medlemmer af AVEN har deltaget i parader.
Nogle aseksuelle bærer en sort ring på den midterste finger af deres højre hånd. Symbolet er ikke så kendt som trekanten, Es-spillekortene eller et stykke kage.

## Kendte aseksuelle
- David Jay, grundlægger af AVEN, verdens største aseksuelle samfund på internettet.[34]
- Edward Gorey, amerikansk forfatter og illustrator. Gorey giftede sig aldrig eller havde kendte romantiske forhold og svarede på en interviewer's spørgsmål til hans seksuelle orientering med ordene "Jeg er hverken til den ene eller anden side... jeg er åbenbart rimelig usexet eller noget." Han gav intervieweren ret i at "sexløsheden" af hans bøger nok var "et produkt af hans aseksualitet".[35]
- Keri Hulme, forfatter af The Bone People og vinder af Bookerprisen i 1985, drøftede aseksualitet og hendes engagement på AVEN i et interview i 2007.[36]
- Paula Poundstone, amerikansk komiker.[37]
- Bradford Cox, amerikansk musiker, leder af bandsene Deerhunter og Atlas Sound.[38]
- Emilie Autumn, amerikansk sangerinde/sangskriver, digter og violinespiller.[39]

Fiktive figurer og personer
- Gerald Tippett, figur fra den New Zealandske drama-tv-serie Shortland Street.[40]
- Todd Chavez, figur fra Netflix-serien BoJack Horseman.